# Pseudosophronica hologrisea
Pseudosophronica hologrisea är en skalbaggsart som beskrevs av Stefan von Breuning 1982. Pseudosophronica hologrisea ingår i släktet Pseudosophronica och familjen långhorningar. Inga underarter finns listade i Catalogue of Life.